# Giuseppe Mondini
Giuseppe Mondini ou Mendini (Imola, 1631 - Florence, 17 novembre 1718) est un prêtre catholique et facteur italien de clavecins.

## Biographie
Sa naissance à Imola se déduit de la signature Joseph Mondini Imolensis sur deux clavecins de 1678 et 1687 cités dans l'inventaire, fait en 1700, des instruments du prince de Toscane Ferdinand III de Médicis. Un manuscrit de 1741 au Vatican le désigne comme prêtre et facteur de clavecins.
Mondini a été actif à Florence entre 1660 et 1701. Les commandes reçues d'importants personnages de cette époque montrent que c'était un facteur d'instruments de grande réputation. Parmi ses commanditaires se comptent les cardinaux Benedetto Pamphilj et Carlo de' Medici, lequel acquit deux clavecins et une épinette de Mondini. Le cardinal Pietro Ottoboni, quant à lui, lui fit réaliser un clavecin avec trois registres. 
Il est possible que Mondini ait inventé, avant Jean Marius, un clavecin pliant (ou «Clavecin brisé»). C'est tout au moins ce qui apparaît sur une liste de célèbres facteurs italiens publiée vers 1732.